# San Diego Zoo Safari Park
Le San Diego Zoo Safari Park, anciennement San Diego Wild Animal Park, est un parc zoologique de San Pasqual Valley à San Diego, en Californie, près de Escondido.
Le parc abrite un large éventail d'animaux sauvages et menacés et des espèces de tous les continents. Le parc est dans un environnement semi-aride et est notamment réputé pour son programme d'élevage du Condor de Californie.
Depuis 2003, la société Aerophile exploite un ballon captif au cœur du zoo qui permet d’admirer les paysages du sud de la Californie, et les animaux du parc.

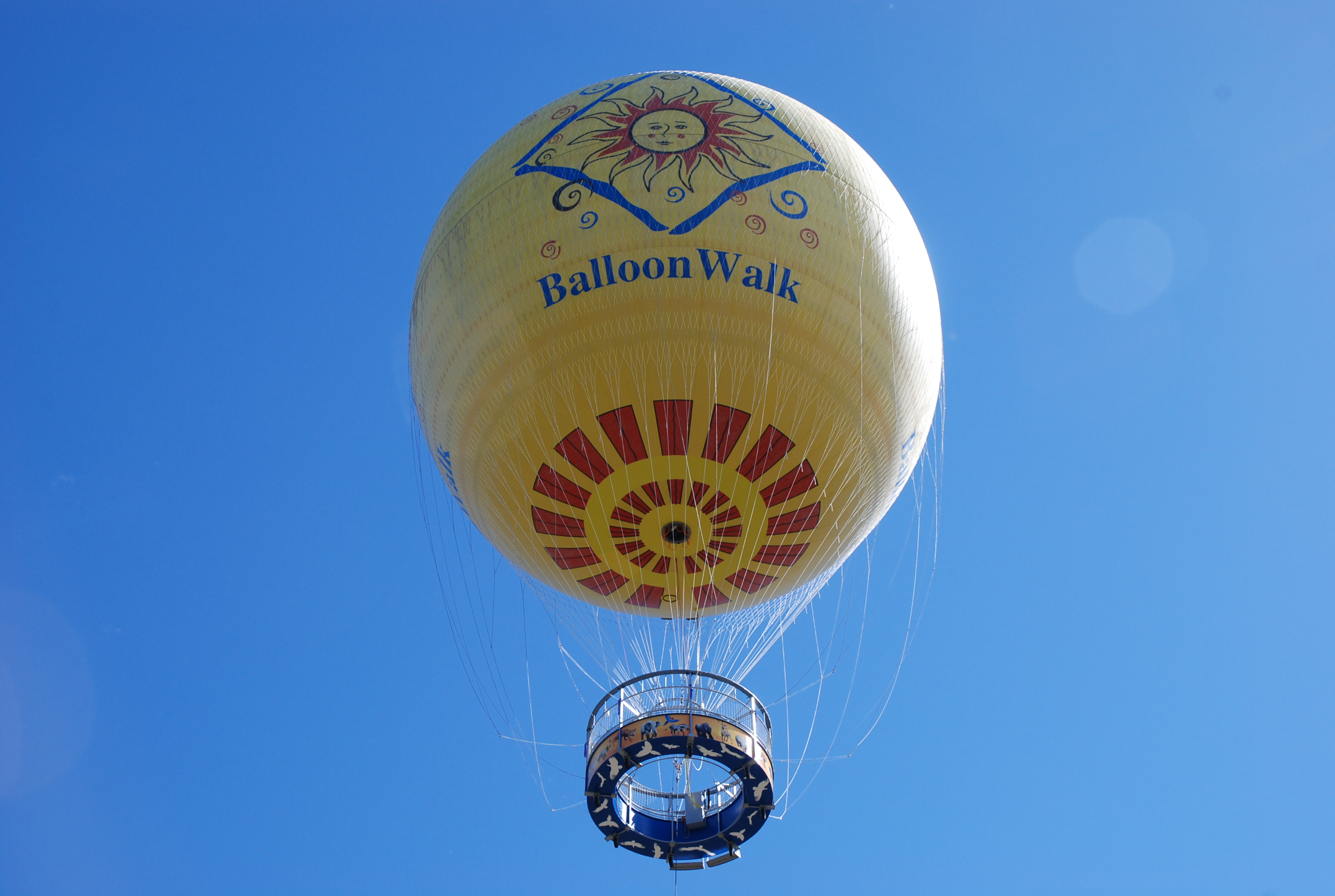
Ballon captif du San Diego Zoo Safari Park.